# Barybas callosipennis
Barybas callosipennis är en skalbaggsart som beskrevs av Frey 1972. Barybas callosipennis ingår i släktet Barybas och familjen Melolonthidae. Inga underarter finns listade.